# Chiesa cimiteriale di San Giacomo (Livo)
La chiesa di San Giacomo è un edificio di culto cattolico situato presso il cimitero di Livo, in provincia di Como. La chiesa non va confusa con l'omonimo edificio religioso che, nel centro storico di Livo, adempiva fino al 16 luglio 1986 le funzioni di parrocchiale.

## Storia e descrizione
La chiesa, che deve il suo aspetto attuale ad alcuni interventi avvenuti tra i secoli XV e XVI, era già attestata nel 1297.
Esternamente, la facciata è introdotta da un pronao con volte a vela adornate da affreschi sul tema delle Storie della Genesi realizzati nella seconda metà del XVI secolo.
La chiesa fu elevata a parrocchiale nel 1446, periodo a cui risalgono gli interventi di ristrutturazione che hanno comportato la realizzazione di una navata ad archi traversi ogivali, decorati da dipinti a fasce bianche e nere. Al XV secolo risalgono anche il presbiterio rettangolare e il campanile. L'abside semicircolare che chiude la navata faceva invece già parte dell'edificio originario, mentre cinquecenteschi sono gli affreschi che ornano le pareti laterali e i pilastri della navata (1511-1549). Al secondo decennio del Cinquecento risalgono anche gli affreschi del catino absidale, dove Gesù Cristo è raffigurato in mezzo agli Evangelisti, Maria e il santo titolare della chiesa; l'opera è firmata da Sebastiano da Piuro e risale al 1517. Sigismondo de Magistris sarebbe invece l'autore degli affreschi della cappella dell'Assunta, realizzati nel 1549.